# Николаевка (Добринский район)
Никола́евка — деревня Добринского района Липецкой области России. Входит в состав Петровского сельсовета.

## География
Расположено на ручье Березовый Лог, который в настоящее время запружен. Деревня находится на севере пруда. На северо-востоке сельское поселение граничит с Мордовским районом Тамбовской области.
На юге поселения — автодорога Добринка — п. совхоза Петровский.
Населенные пункты, расположенные в ближайшей удаленности от Николаевки:
- Среднее ~ 3,33 км,
- Совхоз Петровский ~ 3,48 км,
- Политотдел ~ 3,66 км,
- Им. Ильича ~ 3,71 км.

## История
По словам краеведа И. Н. Ветловского, деревню основали отставные солдаты, отличившиеся в боях с турками и получившие земельные наделы в этом месте. Новое поселение было названо в честь императора Николая I.
В 1911 году состояла из 55 дворов, в которых проживало 350 человек, и входила в приход Покровской церкви села Среднее Гагарино Сафоновской волости Усманского уезда Тамбовской губернии. В 1914 году в деревне насчитывалось 372 жителя и имелась земская школа.

## Население
| 2010 |
| ---- |
| 328  |

## Известные уроженцы
Никитин Виктор Алексеевич — Герой Социалистического труда.